# Zabilivșciîna, Borzna
Zabilivșciîna (în ucraineană Забілівщина) este un sat în orașul raional Borzna din regiunea Cernihiv, Ucraina.

## Demografie
Componența lingvistică a localității Zabilivșciîna
     Ucraineană (98,86%)
     Alte limbi (1,14%)
Conform recensământului din 2001, majoritatea populației localității Zabilivșciîna era vorbitoare de ucraineană (98,86%), existând în minoritate și vorbitori de alte limbi.